# Zimmerius chrysops
Zimmerius chrysops  (лат.) — вид птиц из семейства тиранновых.

## Таксономия
Выделяют два или три подвида, которые следует дополнительно изучать с точки зрения вокальных и генетических различий. Подвид cumanensis может быть выделен в отдельный вид.
Виды Zimmerius albigularis, Zimmerius minimus и Zimmerius flavidifrons ранее включались в Zimmerius chrysops.

## Распространение
Обитают в Колумбии, Эквадоре, Перу и Венесуэле.

## Описание
Длина тела 10,5—11,5 см, вес 7,7—10,6 г. Птицы ярко окрашены. Лицо у них золотого цвета, а глаза тёмные.

## Биология
Питаются насекомыми и ягодами.

## Охранный статус
МСОП присвоил виду охранный статус LC.